# او-۱۲۱ (کریگس‌مارینه)
زیردریایی یو-۱۲۱ (۱۹۴۰) (به انگلیسی: German submarine U-121 (1940)) یک زیردریایی بود که طول آن ۴۲٫۷۰ متر (۱۴۰ فوت ۱ اینچ) بود. این زیردریایی در سال ۱۹۴۰ ساخته شد.